# Sigue Sigue Sputnik
Sigue Sigue Sputnik fue una banda británica que se hizo famosa a nivel mundial con el sencillo «Love Missile F1-11», que alcanzó el #3 en 1986 según la Compañía Oficial de Listas de Reino Unido, pero solo llegó a grabar dos discos antes de separarse. Tras algunas reuniones con distintas alineaciones, el ideólogo de la banda, Tony James, continúa ofreciendo shows con nuevos miembros y realizando grabaciones.

## Historia
Después de integrar Generation X, el bajista Tony James comenzó a idear en 1981 una "banda de fantasía". Un año más tarde, junto a Martin Degville, Neal X y Yana YaYa, dio forma a Sigue Sigue Sputnik, en un primer momento con Mark Laff como baterista.
Con una estética futurista y sonido new wave de sintetizadores, adoptaron el nombre en referencia a una pandilla Filipina y el satélite soviético Sputnik.
Tony James se dedicó entonces a saturar los medios con entrevistas en las que apelaba a eslóganes y un discurso irónico. Tras firmar un contrato con la compañía discográfica EMI, Sigue Sigue Sputnik lanzó con gran éxito su primer sencillo promocional, «Love Missile F1-11», como anticipo del álbum de 1986 Flaunt it, en el que añadieron mensajes publicitarios entre las canciones.

Sputnik creó algo completamente nuevo, una banda de rock futurista. Un grupo en el que la televisión era igual de relevante que un solo de guitarra, y creo que la prueba del tiempo lo demostrará... Aún no hay nadie más como esto.
Tony James, Sputnikworld

El segundo álbum de la banda, Dress for Excess, fue lanzado en 1988. Apuntaban entonces a hacer más hincapié en la música más allá de la estética y las declaraciones altisonantes, e incluso en la tapa del disco podía leerse "Esta vez esto es música", pero no obtuvo el éxito esperado y Sigue Sigue Sputnik terminó por disolverse poco después.

Fue una combinación de todo lo que amé del rock and roll... Eran Ziggy, Elvis, los Pistols, películas como "Performance", "Blade Runner", los Stones, e incluso nos inspiramos en grupos de culto como The Cramps y los New York Dolls (...) Pero ese peligroso y escandaloso monstruo que creamos fue a parar al número 1 por toda Europa y nos encontramos en este enorme fenómeno (...) Te olvidas quién eres y quieres ser enorme. Ese es el gran error, éramos enormes porque estábamos de moda.
Tony James, Sputnikworld

Tras la separación y la desvinculación de EMI, Tony James editó bajo su propio sello independiente algunas rarezas (como The First Generation, las primeras canciones de la banda pero en sus versiones originales grabadas en un miniestudio de cuatro canales) y, desde 2001, material nuevo como  Piratespace y "Blak Elvis....
En varias oportunidades Tony James reunió a parte de la banda y en otras ocasiones hizo uso del nombre con formaciones totalmente renovadas, pero el nombre de Sigue Sigue Sputnik quedó ligado al éxito de mediados de los '80. Actualmente, Tony James continúa tocando bajo el nombre de la banda con Neal W en guitarra y Jenny 2 en teclados y batería electrónica, e incluso prometió en la página web oficial que en 2011 editaría una nueva grabación en un compilado.

## Discografía

### Álbumes
- Flaunt It (1986) UK #10
- Dress for Excess (1988) UK #53
- Piratespace (2001)
- Blak Elvis vs. The Kings of Electronic Rock and Roll (2002)
- Fin de Siecle - This is what I Like (2003)
- Ultra Real (2003)

### Compilaciones
- The First Generation (1990)
- The First Generation - Second Edition (1997)
- The Ultimate 12" Collection (1998)
- Sci-Fi Sex Stars (2000)
- 21st Century Boys: The Best of Sigue Sigue Sputnik (2001)
- The First Generation - Vid Edition (2003)
- 1984 Flaunt It: Demos and More (2008)